# ایور پالاسیوس
ایور پالاسیوس (اسپانیایی: Ever Palacios‎؛ زادهٔ ۱۸ ژانویهٔ ۱۹۶۹) یک بازیکن فوتبال اهل کلمبیا است.

## باشگاهی
از باشگاه‌هایی که در آن بازی کرده‌است می‌توان به باشگاه فوتبال اتلتیکو ناسیونال، باشگاه فوتبال کاشیوا ریسول، باشگاه ورزشی دیپورتیوو کالی و باشگاه فوتبال ال‌دی‌یو کیتو اشاره کرد.

## تیم ملی
وی همچنین در تیم ملی فوتبال کلمبیا بازی کرده است.